# Hadiz de los diez a los que se prometió el paraíso
Los diez compañeros a los que se les prometió el paraíso o los diez con buenas nuevas de paraíso (en árabe: العشرة المبشرون بالجنة‎, romanizado: al-`Asharaa al-Mubasharûn bi-l-Ŷanna, al-'Asharaa al-Mubasharun bi-l-Yanna) es una expresión utilizada en el islam para referirse a diez compañeros (sahaba) del Profeta Mahoma, a quienes éste prometió en vida que alcanzarían el paraíso, como se describe en un hadiz recopilado en dos de los seis libros del Kutub al-Sittah: el Jamiʿ at-Tirmidhi y el Sunan Abu Dawud.
Este hadiz tiene una aceptación diferente para las dos principales vertientes del islam: Mientras que tiene una recepción favorable entre la mayoría de los sunitas, los chiitas lo descartan por completo.

## Perspectiva sunita
La principal recopilación sunita de hadices es la denominada Kutub al-Sittah (las seis grandes recopilaciones de hadices), que incluye el Sahih al-Bujari, Sahih Muslim, Sunan Abu Dawud, Al-Sunan al-Sughra, Jami` at-Tirmidhi y Sunan ibn Majah. De éstas, el Sahih al-Bujari y el Sahih Muslim se consideran las más fiables.
El hadiz de los diez compañeros solo se encuentra recopilado en dos de los seis libros del Kutub al-Sittah: el Jamiʿ at-Tirmidhi y el Sunan Abu Dawud. De acuerdo con los sunitas, los compañeros de Mahoma fueron divididos en doce grupos y de estos, los diez a los que se les prometió el paraíso ocupaban el primer lugar. Así pues, a los mencionados en este hadiz se les atribuyó una estrecha cercanía con el Profeta, y disfrutaron de prominencia política y religiosa entre los demás compañeros. Cuatro de ellos fueron los califas de Rashidun, en tanto que otros dos, Talhah y Zubayr, se consideraron dignos de optar al título de califa, razón por la que se alzaron en guerra al comienzo de la primera fitna contra Ali; ambos murieron en la batalla del Camello.

## Perspectiva chiita
Los chiitas rechazan este hadiz por completo, pues creen que esta tradición se incorporó a los compendios sunitas durante la era de la dinastía omeya, en tanto las tradiciones difieren entre sí con respecto a la identidad de los diez individuos. Los chiitas consideran que el único sucesor legítimo del profeta fue Ali, y consideran los gobiernos de Abu Bakr, Úmar y Uthmán como ilegítimos, por lo cual discrepan acerca de la preeminencia de estos entre los compañeros del Profeta. 